# فندت

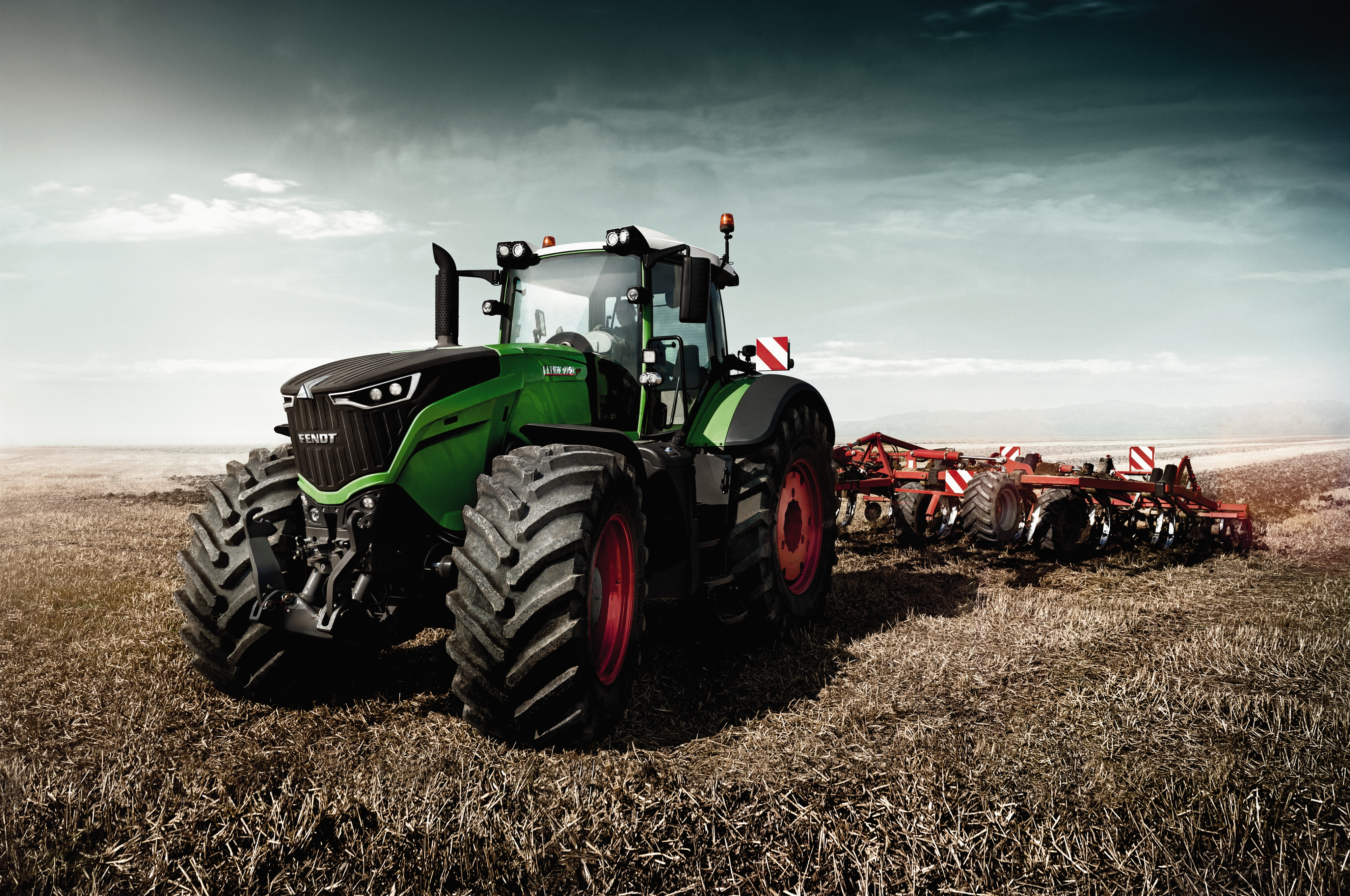
Fendt 1000 Vario

 فِندت یک تولیدکننده آلمانی تراکتور و ماشین‌آلات کشاورزی، است که بخشی از شرکت آگکو است. در سال ۱۹۳۰ توسط اکساور فندت تأسیس شد و در سال ۱۹۹۷ توسط آگکو خریداری شد.